# Roma moderna - Campo Vaccino
Modern Rome – Campo Vaccino è un dipinto del pittore britannico Joseph Mallord William Turner completato nel 1839. È stato l'ultimo dipinto di Roma eseguito da Turner. Dal 1878 il dipinto è rimasto in possesso di Archibald Primrose, V conte di Rosebery, finché fu messo all'asta il 7 luglio 2010. Fu acquistato dal J. Paul Getty Museum, Los Angeles.

## Storia
Modern Rome – Campo Vaccino ritrae il paesaggio del Foro Romano prima degli scavi del secolo XIX e XX, ancora chiamato Campo Vaccino, immerso nel chiarore della nebbia: è l'ultima delle ventiquattro serie di vedute della città di Turner. È stato realizzato al culmine della parabola creativa dell'artista, dopo numerosi schizzi e bozzetti preparatori e due visite della città. Elementi dell'architettura romana classica, rinascimentale e barocca occupano la tela, mentre in primo piano sono presenti elementi della vita moderna del luogo, compresi i caratteristici elementi rurali presenti all'epoca del dipinto in quello scenario.

### Asta del 2010
Nel marzo 2010, è stato annunciato che il dipinto sarebbe andato all'asta il 7 luglio 2010. La casa d'aste Sotheby's affermò che il dipinto era stato venduto da un discendente del V Conte di Rosebery per migliorare la sostenibilità del patrimonio familiare. Il valore del dipinto fu stimato in 18 milioni di sterline. Esso venne esposto nella casa d'aste newyorkese Sotheby's dal 29 aprile al 14 maggio, prima di tornare a Londra per l'asta. Il dipinto, che era in perfette condizioni, è stato indicato da Sotheby's come "undoubtedly among the most important of Turner's works ever to come to auction". Fu poi annunciato che, in caso fosse venduto ad un collezionista non britannico, si sarebbe dovuta applicare una licenza all'esportazione in quanto parte del patrimonio culturale nazionale. Un permesso temporaneo fu chiesto per permettere l'esposizione alla National Galleries of Scotland.
Il 7 luglio 2010, il dipinto è stato venduto per 29,7 milioni di sterline, che ha battuto il record per questo artista. L'asta durò cinque minuti e fu venduto ai presenti Hazlitt Gooden e Fox che agivano per conto del Getty Museum. Il prezzo divenne il più alto per un'opera di Turner sino a quel momento – tuttavia poi battuto da Rome, From Mount Aventine nel dicembre 2014, venduto per 30,3 milioni di sterline. Il britannico Reviewing Committee on the Export of Works of Art and Objects of Cultural Interest affermò che il dipinto era di "outstanding aesthetic importance" e pose una "export bar" (vincolo all'esportazione). Il ministro dei beni culturali Ed Vaizey accettò questo indirizzo e pose il vincolo il 3 novembre 2010 fino al 2 febbraio 2011, prorogabile sino al 2 agosto 2011. Il vincolo vide inizialmente una bassa esposizione mediatica in Gran Bretagna, sebbene un autore del The Daily Telegraph prese posizione contro di essa.